# Ivan Della Valle
Ivan Della Valle (Torino, 4 dicembre 1974) è un politico italiano.

## Biografia
Agente di commercio, dal 1994 al 2008 ha lavorato per importanti aziende nel settore cancelleria, forniture per ufficio e informatica.
Nel 2008 è stato candidato a sindaco di Rivoli per il Movimento 5 Stelle, venendo eletto come consigliere comunale e risultando il primo consigliere comunale eletto in tutto il Piemonte per il Movimento stesso.
Nel 2010 rassegna le dimissioni per consentire ad altri candidati del movimento di acquisire esperienza istituzionale. Sempre nel 2010 entra a far parte dello staff regionale del Movimento 5 Stelle in Piemonte, occupandosi dell'organizzazione dei gruppi sul territorio.
Alle elezioni politiche del 2013 viene candidato alla Camera dei deputati ed è eletto deputato nella circoscrizione Piemonte 1 per il Movimento 5 Stelle.
Nel corso della XVII legislatura della Repubblica si è distinto per molte battaglie a favore delle PMI e in particolare degli ambulanti, in particolare chiedendo l’esclusione degli stessi dalla direttiva Bolkestein.
Nel 2018 Della Valle con un lungo post su Facebook decide di abbandonare il Movimento 5 Stelle, ascrivendo a divergenze politiche con i vertici le sue dimissioni. Non ricandidato alle elezioni politiche del 2018, dallo stesso anno è dipendente del Gruppo misto al Senato in qualità di assistente legislativo.
Nel 2020 aderisce a ItalExit di Gianluigi Paragone, ricoprendo la carica di responsabile organizzativo della Toscana. Alle elezioni politiche del 2022 viene candidato da ItalExit alla Camera nei collegi plurinominali Toscana - 01 in terza posizione e Toscana - 03 in seconda posizione; non risulta eletto.
Nel 2024 decide di aderire a Forza Italia ricoprendo il ruolo di responsabile regionale Toscana del dipartimento “ Commercio su area pubblica “.